# Terêncio
Públio Terêncio Afro, em latim Publius Terentius Afer (Cartago, ca. 195 a.C.-185 a.C. – Lago Estínfalo,
ca. 159 a.C.), foi um dramaturgo e poeta romano, autor de pelo menos seis comédias: Andria (A moça de Andros), Hecyra (A Sogra), Heauton Timorumenos (O Punidor de Si Mesmo), Eunuchus (O Eunuco), Phormio (Formião) e Adelphoe (Os Dois Irmãos).
Todas as seis peças de Terêncio sobreviveram completas e foram produzidas originalmente entre 166 e 160 a.C.

## Biografia
Terêncio nasceu na África Proconsular, em meados do ano 185 a.C. Foi vendido como escravo ao senador Terêncio Lucano, que deu-lhe educação e, tempos depois, o libertou. Por ser muito amigo de Cipião, muitos atribuíram a esse último a autoria de várias comédias de Terêncio.
A obra de Terêncio é composta por pelo menos seis comédias que resistiram à ação do tempo chegando aos dias de hoje. São elas: "Andria", "Hécira (sogra em grego)", "Heauton Timorumenos (o que se pune a si próprio — em grego)", "O Eunuco", "Formião", "Os Adelfos (os irmãos)". Pouco apreciado pelo público romano, que preferia as farsas mais vivas e coloridas de Plauto, foi mais apreciado na Idade Média e na Renascença, sendo muito imitado até os tempos de Molière. Foi tão grande a preferência por Terêncio na Idade Média que suas peças eram representadas nos colégios e na Renascença foram traduzidas em várias línguas. Seus personagens pertencem em sua maioria às classes sociais mais altas. Suas obras são escritas em verso e seu estilo é "puro". Apesar disso, ele hoje é considerado um autor menor que seu contemporâneo Plauto.
Terêncio é autor de frases como:
| “ | Sou um homem: nada do que é humano me é estranho. | ” |

| “ | Enquanto há vida, há esperança. | ” |

- Commons
- Commons
- Wikiquote

1. ↑  «n. 25 (2023): Translatio». seer.ufrgs.br. Consultado em 29 de março de 2024
2. ↑  Magill, Frank N., ed. (2003). The Ancient World Dictionary of World Biography. 1. [S.l.]: Taylor & Francis. p. 1113. ISBN 978-1-135-45740-2